# Linux-Québec
Linux-Québec, fondé en 1997, était un groupe pour la promotion de Linux au Québec.
Depuis août 2011, quelques personnes cherchent activement des gens pour organiser un nouveau groupe sous le même nom.

## Histoire
Fondé en septembre 1997 par Jacques Gélinas et Michel Dagenais, sur les traces de l'association des utilisateurs de systèmes ouverts de Montréal (Uniforum Montréal), Linux-Québec avait pour mission d'aider les utilisateurs présents et futurs de Linux au Québec à découvrir les avantages de Linux, à l'exploiter efficacement, de même qu'à réaliser les avantages du logiciel libre.
À l'hiver 2001, un utilisateur de Linux lance un appel pour relancer les activités du groupe. Une dizaine de personnes répondent à l'appel et redynamisent l'organisme, à commencer par la refonte du site Web. Un forum de discussions permet de participer par Usenet, courriel, ou web. Celui-ci permet à la communauté de s'entraider.
Vers 2003, des membres actifs du groupe fondent un organisme à but non lucratif pour la promotion du logiciel libre au Québec, l'AQP3L (association québécoise pour linux et les logiciels libres), rapidement renommée FACIL. La séparation entre FACIL et Linux-Québec n'a jamais été très claire. Les deux entités partagent le même serveur Web, le même calendrier et les mêmes bénévoles. Certains membres s'identifient uniquement à une des entités, tandis que d'autres collaborent activement aux deux.